# Андрей Санґелі
Андрей Санґелі (рум. Andrei Sangheli; нар. 20 липня 1944, Ґрінауць-Молдова, жудець Сороки, Румунське королівство) — молдовський політик, прем'єр-міністр Молдови (1992—1997). Кандидат у члени ЦК Комуністичної партії Молдавії в 1981—1986 роках. Член ЦК Комуністичної партії Молдавії в 1986—1991 роках. Депутат Верховної Ради Молдавської РСР 11-го скликання. Член ЦК КПРС у 1990—1991 роках.

## Життєпис
Народився 20 липня 1944 в селі Грінауци Єдинецького повіту МРСР (зараз Окницький район Республіки Молдова).
Член КПРС у 1967—1991 роках.
У 1969—1971 роках — звільнений голова профспілкового комітету Кишинівського сільськогосподарського інституту імені Фрунзе.
У 1971 році закінчив Кишинівський сільськогосподарський інститут імені Фрунзе, здобув спеціальність агронома.
У 1971—1972 роках — агроном колгоспу імені Котовського Дрокіївського району Молдавської РСР.
У 1972—1975 роках — заступник директора, директор Кам'янського плодоовочевого радгоспу-технікуму імені Йона Солтиса Молдавської РСР.
У 1975—1979 роках — секретар, 2-й секретар Кам'янського районного комітету КП Молдавії.
У 1979—1980 роках — заступник голови Ради колгоспів Молдавської РСР.
У 1980 році — голова виконавчого комітету Дондюшанської районної ради народних депутатів Молдавської РСР.
У 1980—1986 роках — 1-й секретар Дондюшанського районного комітету КП Молдавії.
29 грудня 1986 — 1 вересня 1989 року — 1-й заступник голови Ради міністрів Молдавської РСР та одночасно голова Державного агропромислового комітету (Держагропрому) Молдавської РСР.
У 1988 році закінчив Київську Вищу партійну школу.
29 травня 1990 — 28 квітня 1992 року — 1-й заступник голови Ради міністрів Молдавської РСР (РСР Молдови).
Одночасно 6 червня 1990 року призначений міністром сільського господарства та харчової промисловості РСР Молдови (до 27 серпня 1991) та залишився на цій посаді до 1 липня 1992 року як міністр сільського господарства та харчової промисловості Республіки Молдова.
1 липня 1992 президент Молдови Мірча Снєгур затвердив на посаді прем'єр-міністра Андрія Санґелі. Його призначення прем'єр-міністром було однією з умов «Конвенції Єльцин-Снігур», що забезпечило формування уряду «примирення». 5 квітня 1994 знову затверджений прем'єр-міністром Молдови.
Андрей Санґелі — кандидат Аграрно-демократичної партії Молдови (АДПМ) на президентських виборах 1996. За їх результатами зайняв 4-е місце з 9,47 % голосів виборців.
24 січня 1997 уряд Санґелі відправлено у відставку. Балотувався в парламент Молдови на виборах 1998 за списком АДПМ, проте партія не подолала виборчий бар'єр.

## Кабінет Санґелі-1
- Прем'єр-міністр
  - Андрей Санґелі (1 липня 1992 — 5 квітня 1994)
- Перший віце-прем'єр-міністр
  - Ніколає Андронаті (30 серпня 1992 — 5 квітня 1994)
- Віце-прем'єр-міністр
  - Міхай Кошкодан (30 серпня 1992 — 5 квітня 1994)
- Віце-прем'єр-міністр
  - Валентин Кунєв (30 серпня 1992 — 5 квітня 1994)
- Віце-прем'єр-міністр
  - Микола Олійник (30 серпня 1992 — 5 квітня 1994)
- Міністр закордонних справ
  - Ніколає Циу (1 липня 1992 — 28 жовтня 1993)
  - Іон Ботнару (28 жовтня 1993 — 5 квітня 1994) (і. про.)
- Міністр економіки
  - Сергій Чертан (1 липня 1992 — 5 квітня 1994)
- Міністр торгівлі та матеріальних ресурсів
  - Тудор Миколу Сленіне (1 липня 1992 — 30 серпня 1992)
- Міністр фінансів
  - Костянтин Тампіза (1 липня 1992 — 4 авгута 1992)
  - Клавдія Мельник (4 серпня 1992 — 5 квітня 1994)
- Міністр сільського господарства та харчової промисловості
  - Віталій Горінчой (30 серпня 1992 — 5 квітня 1994)
- Міністр архітектури та будівництва
  - Валерій Чоботар (30 серпня 1992 — 5 квітня 1994)
- Міністр інформатики, інформації та телекомунікацій
  - Іон Касіано (30 серпня 1992 — 5 квітня 1994)
- Міністр комунальних послуг та експлуатації житлового фонду
  - Міхай Северован (30 серпня 1992 — 5 квітня 1994)
- Міністр зовнішніх економічних відносин
  - Андрей Кептене (30 серпня 1992 — 5 квітня 1994)
- Міністр науки та освіти
  - Ніколає Меткаш (30 серпня 1992 — 5 квітня 1994)
- Міністр молоді, спорту та туризму
  - Петро Аурел Сандулакі (30 серпня 1992 — 5 квітня 1994)
- Міністр культури та культів
  - Іон Унгуряну (1 липня 1992 — 5 квітня 1994)
- Міністр праці, соціального захисту та родини
  - Дмитро Нідельку (30 серпня 1992 — 5 квітня 1994)
- Міністр охорони здоров'я
  - Георгій Гидирим (30 серпня 1992 — 5 квітня 1994)
- Міністр юстиції
  - Олексій Барбенягре (1 липня 1992 — 5 квітня 1994)
- Міністр національної безпеки
  - Генерал Василь Калм (1 липня 1992 — 5 квітня 1994)
- Міністр внутрішніх справ
  - Генерал Костянтин Анточь (1 липня 1992 — 5 квітня 1994)
- Міністр оборони
  - Генерал Іон Косташ (1 липня 1992 — 29 липня 1992)
  - Генерал Павло Крянге (29 липня 1992 — 5 квітня 1994)
- Генеральний директор державного департаменту з енергетичних ресурсів
  - Валерій Іконіков (30 серпня 1992 — 5 квітня 1994)
- Генеральний директор державного департаменту по газифікації
  - Борис Карандюк (30 серпня 1992 — 5 квітня 1994)
- Генеральний директор державного департаменту з друку, поліграфії та торгівлі книгами
  - Аурел Скобіоале (30 серпня 1992 — 5 квітня 1994)
- Генеральний директор державного департаменту з стандартам, метрології та технічним спостереженнями
  - Дмитро Чімпоеш (30 серпня 1992 — 5 квітня 1994)
- Генеральний директор державного департаменту з прикордонного контролю
  - Георгій Хіоаре (30 серпня 1992 — 5 квітня 1994)
- Генеральний директор державного департаменту мов
  - Іон Думенюк (30 серпня 1992 — 3 листопада 1992)

## Кабінет Санґелі-2
- Прем'єр-міністр
  - Андрей Санґелі (5 квітня 1994 — 24 січня 1997)
- Віце-прем'єр-міністр
  - Валентин Кунєв (5 квітня 1994 — 24 січня 1997)
- Віце-прем'єр-міністр
  - Іон Гуцу (5 квітня 1994 — 24 січня 1997)
- Віце-прем'єр-міністр
  - Валерій Булгарія (5 квітня 1994 — 24 січня 1997)
- Віце-прем'єр-міністр, міністр економіки
  - Валеріу Бобуцак (5 квітня 1994 — 24 січня 1997)
- Віце-прем'єр-міністр
  - Григорій Опік (17 червня 1996 — 24 січня 1997)
- Державний міністр
  - Георгій Гусак (5 квітня 1994 — 24 січня 1997)
- Міністр закордонних справ
  - Міхай Попов (5 квітня 1994 — 24 січня 1997)
- Міністр фінансів
  - Валерій Кица (5 квітня 1994 — 24 січня 1997)
- Міністр приватизації та адміністрування державної власності
  - Чеслав Чобану (5 квітня 1994 — 24 січня 1997)
- Міністр промисловості
  - Григорій Трибой (5 квітня 1994 — 24 січня 1997)
- Міністр сільського господарства та харчової промисловості
  - Віталій Горінчой (5 квітня 1994 — 24 січня 1997)
- Міністр комунікацій інформатики
  - Іон Касіано (5 квітня 1994 — 17 червня 1996)
- Міністр транспорту та дорожнього господарства
  - Василь Іовв (5 квітня 1994 — 17 червня 1996)
- Міністр освіти
  - Петро Гаугаш (5 квітня 1994 — 24 січня 1997)
- Міністр культури
  - Михайло Чиботару (5 квітня 1994 — 24 січня 1997)
- Міністр охорони здоров'я
  - Тимофій Мошняга (5 квітня 1994 — 24 січня 1997)
- міністр праці, соціального захисту та родини
  - Дмитро Нідельку (5 квітня 1994 — 24 січня 1997)
- Міністр комунальних послуг та експлуатації житлового фонду
  - Міхай Северован (5 квітня 1994 — 24 січня 1997)
- Міністр зі зв'язків з Парламентом
  - Віктор Пушкаш (5 квітня 1994 — 24 лютого 1994)
- Міністр оборони
  - Павло Крянге (5 квітня 1994 — 24 січня 1997)
- Міністр внутрішніх справ
  - Костянтин Анточь (5 квітня 1994 — 24 січня 1997)
- Міністр юстиції
  - Василь Стурза (5 квітня 1994 — 24 січня 1997)
- Міністр національної безпеки
  - Василь Калм (5 квітня 1994 — 24 січня 1997)